# Quinta da Vitória

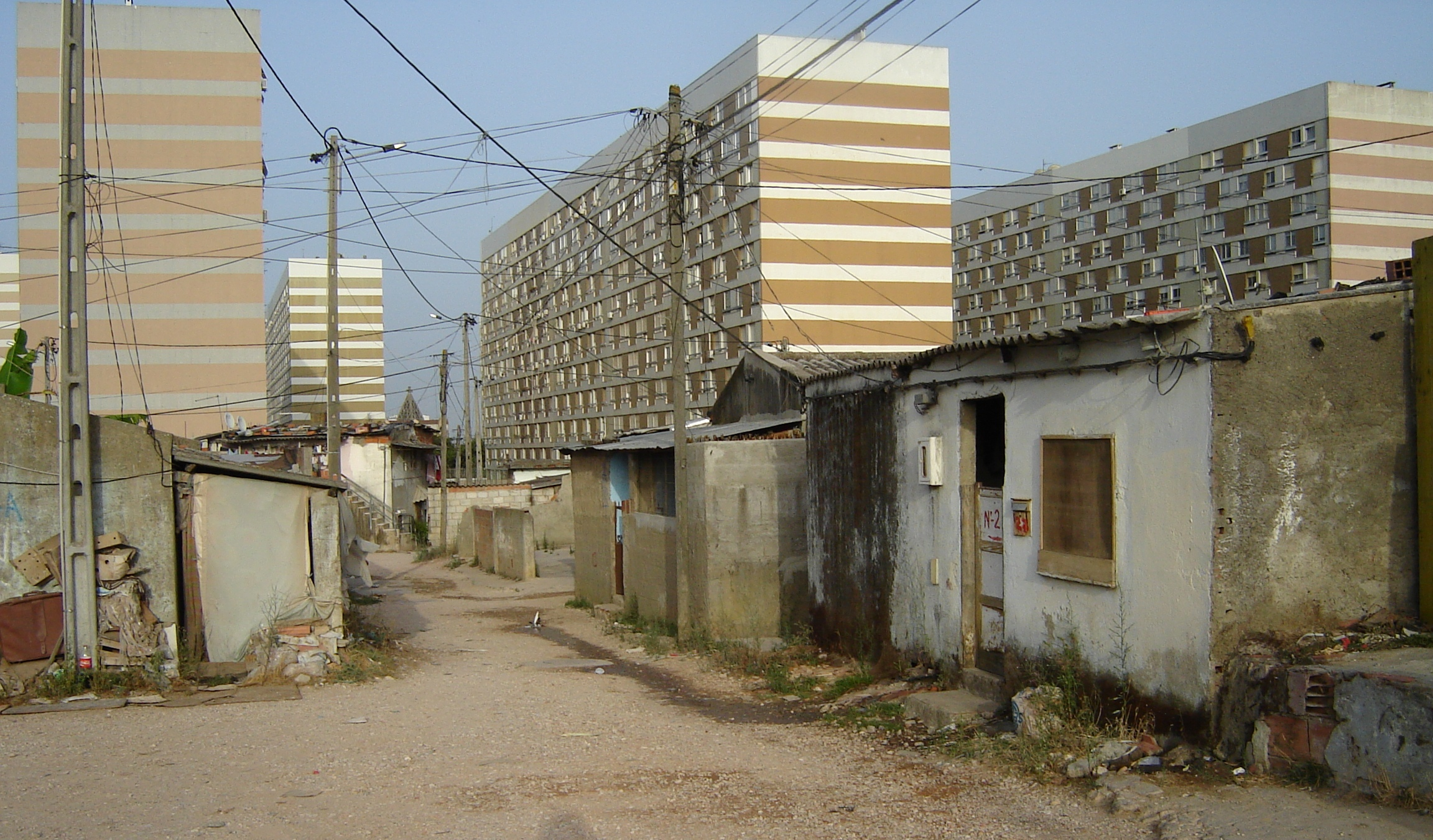
Vista do bairro

A Quinta da Vitória foi um bairro de habitação precária situado na extinta Freguesia da Portela, Município de Loures na Área Metropolitana de Lisboa, ocorrendo neste bairro várias fronteiras administrativas. O bairro situava-se no limite Sudoeste do Município de Loures e, ainda no limite Noroeste da Freguesia da Portela de Sacavém (também Município de Loures), situava-se também ainda na linha das antigas trincheiras da Estrada Militar. Assim, consideravam os sociólogos, os limites deste bairro configuravam um estatuto de marginalidade social. Esta situação de fronteira tinha implicações na mobilidade quotidiana dos seus moradores. Este bairro era essencialmente habitado por luso-africanos, cristãos e hindus, ciganos e outras etnias provenientes de diversas partes de Moçambique (como exemplo Lourenço Marques e Beira). Desde os anos 1990 que as barracas foram sendo demolidas, tendo algumas famílias recebido apartamentos de habitação social.
Em 2007, houve um protocolo entre a autarquia de Loures e a Sogiporto para serem erradicadas as barracas da Quinta da Vitória, onde ainda viviam cerca de duas centenas de famílias. À época, a expectativa era de erradicar as barracas até 2009, o que só veio a verificar-se no verão de 2014.
O bairro onde outrora chegaram a viver mais de 400 famílias foi totalmente demolido e o seu local deu origem a prédios de habitação, uma zona comercial e a equipamentos sociais.

## História
Depois das primeiras barracas construídas no final dos anos 1960 por portugueses migrados sobretudo do norte do país, o principal crescimento do bairro deu-se já no pós independência dos países africanos antes colonizados por Portugal. Houve um primeiro pico de crescimento na segunda metade dos anos 1970 que correspondia à dinâmica migratória do pós independências e um segundo no princípio dos anos 1980, sobretudo por hindus de Moçambique, que fugiram devido ao agravamento da guerra civil.
Ao longo dos anos, as barracas foram sendo melhoradas conforme as possibilidades dos seus moradores e as famílias foram crescendo. Enquanto algumas famílias encontraram alternativas habitacionais fora do bairro, outras mantiveram-se a residir na Quinta da Vitória, sobretudo devido à expectativa criada pelo Programa Especial de Realojamento (PER), criado pelo decreto-lei 163/93 de 7 de Maio e com aplicação no bairro desde 1995. A aplicação do PER e a expectativa gerada na população relativamente ao seu realojamento num bairro de habitação social contribuíram para uma relativa estabilidade do bairro em termos de população e de número de casas ao longo dos anos 1990.

## Demografia
Em 1992 foram recenseadas 333 famílias para um total de 326 barracas e uma população residente de 1556 pessoas (CET, 1992a). Antes do realojamento parcial de 100 agregados familiares para o bairro social Alfredo Bensaúde em 2002, havia 446 agregados familiares.

## Tipologia habitacional
As primeiras casas do bairro foram construídas em madeira por famílias portuguesas oriundas principalmente do Norte de Portugal (Beira Alta), casas essas que foram compradas e melhoradas ao longo dos anos pelas populações que chegaram de África, incluindo os hindus. Esta população, sobretudo de famílias pertencentes a castas de pedreiros e carpinteiros, adaptou as casas à sua cultura de origem, dando algum bem-estar às habitações através do seu saber tradicional. No contexto de origem desta população (Diu e Fudam, Gujarate – Índia) podíamos ter, até às primeiras demolições, uma sensação semelhante ao que ocorre nas ruas da Quinta da Vitória – as mesmas cores, a mesma tipologia de casas (sobretudo no seu interior), a mesma língua. Assim, desde as primeiras barracas de madeira, passando pelos primeiros tijolos, a edificação do templo hindu, as lojas, as tabernas, até aos posteriores cafés autorizados e novo templo nos rés-do-chão dos prédios de habitação social, o bairro foi-se fazendo e transformando, com e apesar das imposições do exterior, que se manifestavam na Quinta da Vitória em profundas alterações da vivência dos espaços, configurando uma dinâmica permanente (Cachado, 2007).